# بلانفيل (كيبك)
بلانفيل (بالإنجليزية: Blainville, Quebec)‏ هي بلدية محلية في كيبيك تقع في كندا في Thérèse-De Blainville Regional County Municipality. يقدر عدد سكانها بـ 53,510 نسمة ومساحتها 55.50 كم2 .